# Controversias de la Copa Mundial de la FIFA 2014
La Copa Mundial de la FIFA Brasil 2014 generó diversas polémicas, incluidas manifestaciones, algunas de las cuales tuvieron lugar incluso antes de que comenzara el torneo. La mayoría se centró en el arbitraje, y los árbitros fueron criticados por sus actuaciones. Además, hubo varios problemas con la seguridad, incluidas ocho muertes de trabajadores y un incendio durante la construcción, brechas en los estadios, una escalera improvisada inestable en el Estadio Maracaná, el colapso de un monorriel y el colapso de un paso elevado sin terminar en Belo Horizonte.

## Protestas a un año antes de comenzar el Mundial

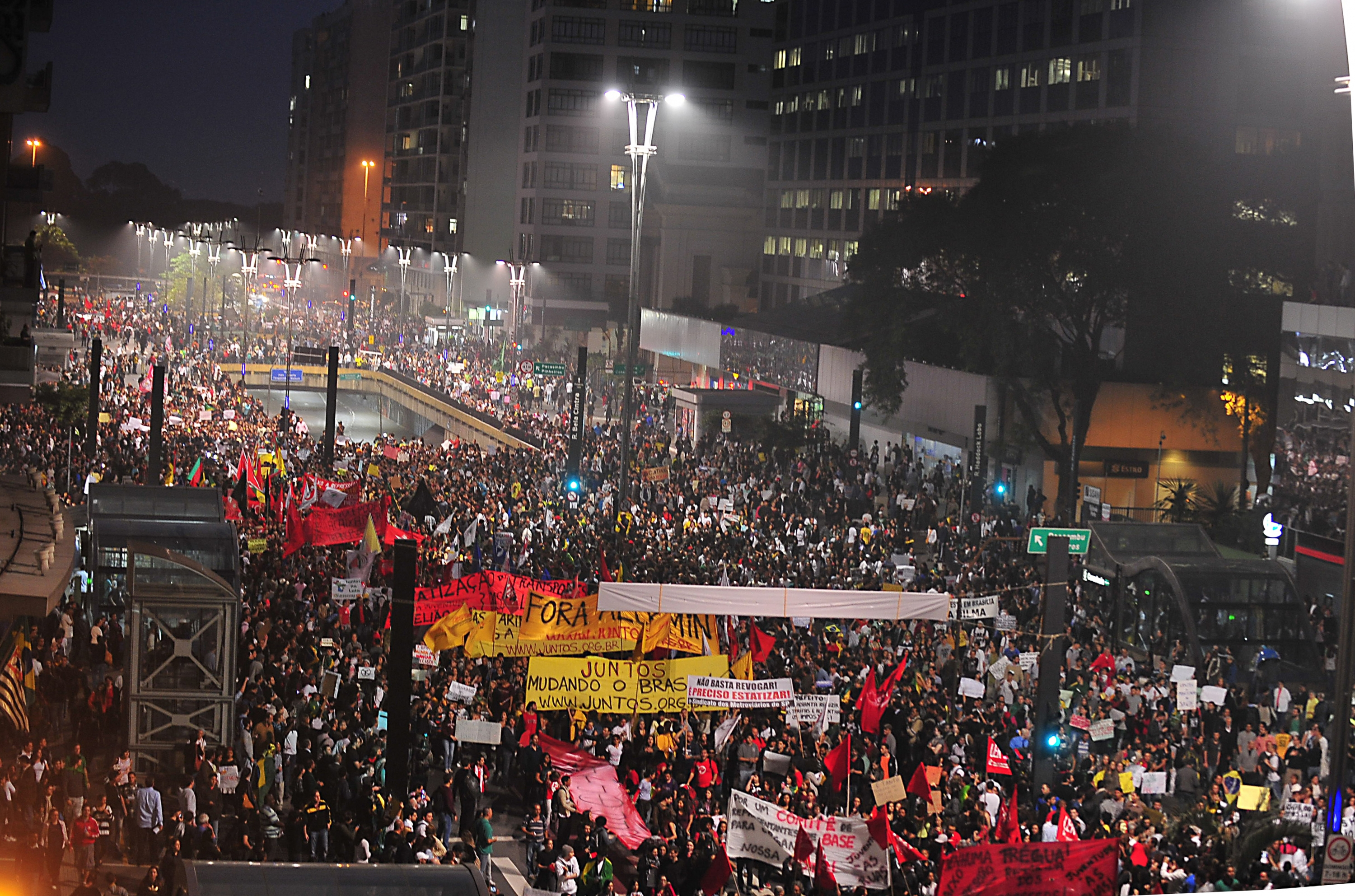
Varios millones de personas se manifestaron en Brasil desde 2013 con motivo de la celebración de campeonatos como la Copa Confederaciones de 2013 o el Mundial de 2014, argumentado que las inversiones que requerían eran innecesarias y superfluas y que eran más necesarias para sectores desfavorecidos o servicios públicos.

Los preparativos para el mundial se han visto empañados por retrasos en las obras y protestas de varios sectores de la sociedad brasileña, cuestionando al gobierno por el gasto en la organización del mundial el cual superó los 10 600 millones de dólares, y a la FIFA por invertir mucho en grandes eventos deportivos (como el Mundial y los Juegos Olímpicos de Río de Janeiro de 2016) y exigiendo mejoras en varios sectores sociales, como salud y educación. La FIFA se defiende argumentando que:

La FIFA dedica 2000 millones de dólares a cubrir los costes operativos del Mundial. Este dinero no proviene de las arcas públicas, sino de los derechos de televisión y de comercialización. El legado resultante de las inversiones del país anfitrión (carreteras, aeropuertos y sistemas de telecomunicaciones, entre otros) seguirá vigente tras el certamen. Según la Fundación Instituto de Investigaciones Económicas brasileña, el Mundial generará unos ingresos de 27 700 millones de dólares para Brasil.
(...)
El presupuesto brasileño de educación no se ha visto afectado por el crédito del Banco de Desarrollo para la construcción de los estadios. Con el fin de dejar a Brasil un legado que perdure, la FIFA ha creado el Fondo del Legado de la Copa Mundial, en el marco del cual se destinaron 20 millones de dólares para la puesta en marcha de los primeros proyectos. El objetivo es construir infraestructuras futbolísticas, fomentar el fútbol base y el femenino y llevar a cabo iniciativas para educar a los niños en materia de salud a través de este deporte. Desde que Brasil se adjudicó la organización de la cita mundialista en 2007, el gobierno del país anfitrión ha invertido más de 340 000 millones de dólares en educación y salud.

Las protestas, que llevan celebrándose desde 2013, se han saldado a lo largo de 2013 y 2014 con la celebración de manifestaciones masivas y graves disturbios, que se intensificaron en las semanas previas al comienzo de la Copa Mundial y los primeros días de su celebración.
El exfutbolista brasileño y ahora figura política Romário calificó el torneo como "el robo más grande de la historia", y dijo que creía que su costo real superaría los 100 mil millones de reales. Pidió una investigación más profunda sobre el uso indebido generalizado de fondos públicos, que identificó como el motivo de las continuas protestas. Sin embargo, fue criticado por el gobernante Partido de los Trabajadores por recibir 1 millón de reales para aparecer en dos anuncios de televisión que promocionaban la Copa del Mundo.

## La sanción a Luis Suárez
En el encuentro disputado en la fase de grupos entre las selecciones de Uruguay e Italia, el futbolista uruguayo Luis Suárez fue detectado por cámaras de vídeo mordiendo en el hombro al defensa italiano Giorgio Chiellini. Era la tercera ocasión que Suárez mordía a otro futbolista dentro de un campo de juego. Anteriormente había mordido a Otman Bakkal, defensa del PSV Eindhoven de la liga neerlandesa, y luego a Branislav Ivanovic, defensa del Chelsea de la liga inglesa.
La FIFA sancionó de oficio al jugador uruguayo con una pena considerada excesiva por especialistas deportivos y que expertos en derecho objetaron en cuanto a su validez jurídica, tanto según el derecho internacional como la propia reglamentación de FIFA.
Días después Suárez se disculpó públicamente con Chiellini a través de su cuenta de Twitter, haciendo extensivas las disculpas al público en general.

## Polémica de los Bombos
Hubo cierta controversia antes del sorteo cuando la FIFA decidió la asignación de los botes del sorteo. Solo ocho equipos fueron sembrados para el sorteo de la Copa del Mundo: el anfitrión (en este caso Brasil) y los siete equipos clasificados más altos en la Clasificación Mundial de la FIFA de octubre de 2013. Los 24 lados restantes no clasificados se asignaron a tres bombos en función de sus ubicaciones geográficas. Sin embargo, todavía quedaban nueve equipos europeos no clasificados, lo que significaba que un equipo europeo tenía que ser asignado al Bombo 2, que por lo demás estaba formado por equipos africanos y sudamericanos. Una situación similar se presentó con la cabeza de serie de la Copa Mundial 2006, y en esa ocasión la selección europea peor clasificada en el momento del sorteo, Serbia y Montenegro, se colocó en el bombo alternativo.
Para el sorteo de 2014, la FIFA decidió que el equipo europeo del Bombo 2 se sortearía allí al azar. Francia habría sido el lado clasificado más bajo, y muchos pensaron, según el precedente de 2006, que el cambio de reglas los benefició.
Funcionarios, simpatizantes y periodistas se quejaron que el secretario general de la FIFA, Jérôme Valcke (quien es francés), sugirió el cambio y sospechando que otro francés influyente, el presidente de la UEFA, Michel Platini, ayudó a aprobarlo. En cambio, la Selección de Italia fue arrastrada al Bombo 2 y terminó en uno de los llamados grupos de la muerte del Mundial, ya que compartía grupo con dos campeones del mundo (Uruguay e Inglaterra) y una Costa Rica que, si bien era visto por la mayoría como la Cenicienta del grupo, había otros que confiaban en ellos tras la decente eliminatoria que realizaron. 
Al día siguiente, un titular en el periódico deportivo italiano Corriere Dello Sport decía: Sorteo de la Copa del Mundo 2014: ¡Qué escándalo!.

## Goles anulados

### Giovanni Dos Santos (México vs. Camerún)
En el partido del Grupo A entre las selecciones de México y Camerún, al mediocampista mexicano Giovani dos Santos se le anularon injustamente dos goles por off-side en el primer tiempo. Las repeticiones mostraron que Dos Santos estaba en línea con el penúltimo defensor para el primero, mientras que el balón provino de una jugada deliberada de un jugador camerunés para el segundo. Después de ese partido, que México finalmente ganó 1-0 con una anotación de Oribe Peralta, Amy Lawrence de The Guardian describió el torneo como «un árbitro incompetente» y pidió al presidente de la FIFA, Sepp Blatter, que permitiera a los directores de equipo desafiar dos decisiones por partido con revisión de video. una posibilidad que Blatter discutió antes del torneo. El 20 de junio de 2014, la FIFA anunció que había destituido al árbitro asistente colombiano responsable de los incidentes, Humberto Clavijo, de seguir oficiando en el torneo.

### Edin Džeko (Nigeria vs Bosnia y Herzegovina)
Durante el partido del Grupo F entre Nigeria y Bosnia y Herzegovina, el árbitro neozelandés, Peter O'Leary, anuló un gol a Bosnia y Herzegovina debido a un fuera de juego incorrecto de su asistente. Nigeria ganó el juego 1-0, lo que significó que Bosnia fuese eliminado matemáticamente del torneo. Más tarde, se fotografió al árbitro celebrando con el portero nigeriano Vincent Enyeama después del final del partido, un incidente que el delantero bosnio Edin Džeko, autor del gol que O'Leary había anulado, calificó de "vergonzoso".
El 9 de noviembre de 2014, O'Leary habló con The New Zealand Herald, admitiendo que el gol de Džeko fue anulado por error.

## Incidente del láser en el Argelia vs. Rusia
El último partido de la fase de grupos entre Argelia y Rusia el 26 de junio terminó 1-1, lo que llevó a los argelinos a la fase eliminatoria mientras los rusos quedaron fuera. Una victoria para Rusia los habría visto clasificarse, y lideraron el juego 1-0 después de seis minutos con un gol del delantero Aleksandr Kokorin. En el minuto 60 del partido, una luz verde en movimiento, probablemente producida por un puntero láser, brilló en la cara del portero ruso Igor Akinfeev mientras defendía un tiro libre de Argelia, que el delantero Islam Slimani anotó para igualar el marcador. El entrenador de Rusia Fabio Capello culpó al láser por el gol concedido decisivo y dijo: «El portero no pudo hacer su trabajo. El láser estaba en su cara. No es una excusa. Puedes ver las imágenes».
Después del partido, la Federación Argelina de Fútbol (AFF) fue multada con 50 millones de francos suizos por parte de la FIFA por el uso de láseres y otras infracciones de las reglas por parte de los aficionados argelinos en el estadio. Los punteros láser eran un artículo prohibido en el estadio, según el Reglamento de seguridad y protección de estadios de la FIFA.

## Episodios penosos de árbitraje
Como se mencionó al inicio de este artículo, el rol de los árbitros fue -quizá- la mayor polémica en este Mundial, con al menos un partido en cada fase, que incluyen el partido inaugural y la propia final, con un árbitraje bastante cuestionable.

### Brasil vs. Croacia
El árbitro japonés Yuichi Nishimura enfrentó fuertes críticas por su actuación en el partido inaugural del Grupo A entre la Croacia y el equipo anfitrión, Brasil, ya que varias decisiones favorecieron a la nación anfitriona.
En el minuto 26, Neymar le dio un codazo al centrocampista croata Luka Modrić, luego de lo cual recibió una tarjeta amarilla. En ese momento, Croacia lideraba el juego 1-0. Muchos críticos coincidieron en que el castigo de Neymar fue demasiado indulgente y que este debería haber sido expulsado con roja directa.
Además, con el partido 1-1, Ivica Olić corría con el balón en un rápido contraataque croata. Dani Alves le hizo una zancadilla con la rodilla en el talón pero, pese a no ser intencionado, Olić se encontró en el mano a mano con el portero, mereciendo Alves la tarjeta roja por negar una clara ocasión de gol. Sin embargo, el árbitro japonés no mostró ninguna tarjeta a Alves y no le dio a Croacia un tiro libre.
En el minuto 71, el defensa croata Dejan Lovren puso sus manos debajo de los brazos del delantero brasileño Fred en el área penal croata, tras lo cual Fred cayó al suelo. Nishimura concedió a Brasil un tiro penal que Neymar convirtió para su segundo gol en la victoria por 3-1. La llamada fue condenada por varias fuentes, incluidos ex árbitros de alto nivel de la FIFA, escritores de periódicos, jugadores de otros equipos y fanáticos en Japón, país de origen de Nishimura, diciendo que el contacto de Lovren era mínimo y que Fred bajó por su cuenta. Doce minutos después, los croatas tuvieron un polémico empate anulado por una supuesta falta del delantero croata Ivica Olić sobre el portero brasileño Julio César.
Cerca del final del partido, Ramires realizó una fuerte entrada a Ivan Rakitić en el centro del campo, lo que hizo que el croata cayera y perdiera el balón. No se sancionó falta y el balón se lo llevó Oscar, que corrió con él y marcó el tercer gol de la Verdeamarela.
El renombrado ex-árbitro de alto nivel de la FIFA, Markus Merk, cuestionó el nombramiento de Nishimura por parte de la FIFA en el partido inaugural y calificó el arbitraje de «vergonzoso». Massimo Busacca, jefe de desarrollo de arbitraje de la FIFA, defendió la decisión del tiro penal de Nishimura e insistió en que el contacto de Lovren fue lo suficientemente significativo.

### Alemania vs. Portugal
En el partido del Grupo G entre Alemania y Portugal, hubo algunas decisiones polémicas por parte del árbitro serbio, Milorad Mažić.
En el minuto 12, Mažić concedió un penalti a Alemania cuando el defensa portugués João Pereira detuvo al centrocampista alemán Mario Götze y le dio a Pereira una tarjeta amarilla por la falta. Los jugadores portugueses, incluido un Pepe muy agitado, rodearon a Mažić en señal de protesta. El alemán Thomas Müller anotó el penalti para darle al equipo alemán una ventaja de 1-0. El penalti señalado fue cuestionado por el técnico de Portugal, Paulo Bento, quien lo calificó de «forzado».
En el minuto 37, Pepe le dio un cabezazo a Müller, y vio la tarjeta roja directa. El ex árbitro Brian Hall condenó a Müller por usar la acción teatral para "obtener una ventaja injusta" al engañar al árbitro. La situación resultó ser el tema de conversación más importante del partido y la reacción de los observadores generalmente se centró en la condena de las acciones de Pepe y si Müller enfatizó demasiado el contacto inicial.
En el minuto 75, Mažić no concedió un penal a Portugal, lo que provocó mucha irritación entre los jugadores. Alemania terminó goleando a los portugueses 4-0, con hat-trick cortesía del mismo Müller. En sus comentarios posteriores al partido, Bento dijo que Mažić mostró "sesgo" en ambas ocasiones, y agregó: «No digo que fuera solo culpa del árbitro. También cometimos errores, pero el Las circunstancias de lo que pasó en la primera parte nos complicaron el resto del partido».

### Italia vs. Costa Rica
En el partido del Grupo D entre Italia y Costa Rica, el delantero costarricense Joel Campbell recibió una severa patada a manos del defensor italiano Giorgio Chiellini en el área penal cuando buscaba un gol, pero el árbitro chileno Enrique Osses falló al señalar un penal, lo que enfureció al entrenador de Costa Rica, Jorge Luis Pinto. Poco después, Pinto decidió cargar al asistente del árbitro, con el cuerpo técnico y los suplentes de Costa Rica siguiendo su ejemplo. 
El ex-árbitro Graham Pollmás tuiteó lo siguiente: "ENORME momento en este partido, ¿cómo no cobró Costa Rica un penal? Joel Campbell se pone detrás de la defensa de Italia para correr hacia la portería antes de que Giorgio Chiellini lo derribe torpemente". Sin embargo, Bryan Ruiz anotó un gol en un minuto, que finalmente fue el de la victoria tica por 1-0.

### Países Bajos vs. México
Uno de los partidos más llamativos de la justa fue el que enfrentó a México y los Países Bajos en los octavos de final, tanto dentro como fuera de la cancha.
Con el marcador 0-0, un minuto después del tiempo de descuento de la primera mitad del partido, los defensores mexicanos Rafael Márquez y Héctor Moreno cometieron una doble falta al extremo neerlandés Arjen Robben, quien estaba en posesión del balón en el banquillo de los sancionados. El árbitro portugués Pedro Proença indicó que «siguiera el juego», aunque la falta de Moreno fue tan dura que se rompió la tibia y tuvo que ser sacado en camilla del campo.
Un minuto después del tiempo de descuento de la segunda mitad, aún con el empate a un gol, Robben volvió a caer dentro del área tras otra falta de Márquez, en la que este pisó el pie del primero. Esta vez a los Países Bajos se les dio un tiro penal, que el delantero Klaas-Jan Huntelaar convirtió para el gol de la victoria, eliminando a los norteamericanos con una victoria por 2-1. Robben, que tiene fama de zambullirse, fue ampliamente condenado en la prensa por su «caída teatral» para merecer el penalti decisivo. Después del partido, se vio al entrenador de México, Miguel Herrera, discutiendo con el árbitro Proença y luego afirmó, en una entrevista, «Esta fue una Copa del Mundo donde todos estaban contra México». 
Después del partido, Robben admitió: «Debo disculparme. El [al final] fue un penalti, pero el otro justo fuera del área me fui al suelo con demasiada facilidad. No debería estar haciendo eso». También dijo que el par de faltas en su contra, mientras estaba dentro del área durante la primera mitad, deberían haber sido sancionados con penalti; la Real Asociación Neerlandesa de Fútbol sugirió que las palabras de Robben se tradujeron mal.
El partido es muy recordado por los aficionados mexicanos, quienes hicieron un trending topic con el hashtag #NoEraPenal con la mayoría de estos posts criticando a Robben por medio de insultos y memes.

### Francia vs. Nigeria
Después del partido de octavos de final entre Francia y Nigeria, el árbitro estadounidense Mark Geiger fue acusado por varios jugadores nigerianos, en particular por Ogenyi Onazi, John Obi Mikel, Peter Odemwingie y el entrenador Stephen Keshi, de perjudicar en contra de Nigeria. Geiger fue criticado por varias llamadas a lo largo del juego. Esto incluyó un gol del delantero nigeriano Emmanuel Emenike que fue anulado por fuera de juego (aunque las repeticiones de televisión sugieren que esta pudo haber sido la decisión correcta); Sin tarjeta roja por un aparente intento del delantero francés Olivier Giroud un codazo a Mikel, no se sancionó penalti contra Patrice Evra por sujetar a Odemwingie durante un córner, una falta general de protección del árbitro por juego brusco persistente y, sobre todo, solo una tarjeta amarilla emitida por un taco -entrada de Blaise Matuidi, que provocó que el tendón de la pierna izquierda de Onazi se rompiera y requiriera cirugía, y obligó a ser sustituido por el centrocampista Reuben Gabriel.
Varios comentaristas como Allan Jiang de Bleacherreport y Patrick Johnson de Yahoo! News señaló que las decisiones afectaron significativamente el partido, especialmente la sustitución forzada de Onazi, que cambió el aspecto del juego y privó a Nigeria de su centrocampista más influyente.

## Seguridad

### Construcción
La construcción del estadio para la Copa del Mundo de 2014 estuvo plagada de accidentes, sobrecostos y demoras, con ocho trabajadores muriendo en varios accidentes mientras construían las 12 arenas de la Copa del Mundo. A finales de octubre de 2013, se produjo un incendio durante la construcción del Arena Pantanal en Cuiabá, en el estado de Mato Grosso, 24 horas después de que el gobernador del estado advirtiera que el estadio podría no estar completo al 100 % a tiempo para la fecha límite. También surgieron imágenes de fanáticos subiendo lo que parecía ser una escalera inestable hecha con andamios que conducía al Maracaná, antes del partido Anexo:Grupo F de la Copa Mundial de Fútbol de 2014#Argentina-Bosnia y Herzegovina.

### Irrupciones en estadios
En el partido del Grupo B de Chile contra España el 18 de junio, alrededor de 100 hinchas chilenos que se habían reunido fuera del Estadio Maracaná entraron por la fuerza. Rompieron la seguridad, después de que un fanático fingió estar enfermo para distraer al guardia. Entraron en el centro de prensa, rompieron la puerta de cristal, derribaron dos tabiques y entraron en el estadio. La policía militar informó que 85 chilenos fueron detenidos durante los hechos, mientras que otros habían llegado a las gradas. Anteriormente, el 15 de junio, unos 20 argentinos cometieron una infracción similar durante el partido Argentina-Bosnia y Herzegovina en el mismo estadio.

### Caso de violencia entre aficionados ingleses
El 19 de junio, durante el partido de Inglaterra contra Uruguay en São Paulo, un aficionado inglés fue agredido y otro aficionado le arrancó un trozo de la oreja, informó la policía británica. Los oficiales brasileños iniciaron una investigación después de que el aficionado atacado presentara una denuncia, pero no se pudo identificar al agresor. La confirmación del incidente se produjo después de que el ex-delantero Stan Collymore tuiteara que había visto imágenes de un «fanático atacado». La Asociación de Jefes de Policía británica emitió un comunicado, luego del tuit de Collymore, con la Superintendente en Jefe Rachel Barber de la Policía de South Yorkshire diciendo: «Se están realizando esfuerzos para identificar al sospechoso y llevarlo ante la justicia en el Reino Unido o, si es posible, en Brasil, donde ocurrió el delito».

### Colapso de monorrail
El 9 de junio, tres días antes de que comenzara la Copa del Mundo, una viga de soporte de hormigón se derrumbó durante la construcción de la Línea 17 del Metro de São Paulo, matando a un trabajador e hiriendo a otros dos. La finalización de la línea, que conectaría el aeropuerto de Congonhas-São Paulo con otras tres líneas de la red de monorriel, estaba programada para el inicio del torneo, pero la construcción se retrasó porque no recibió las aprobaciones ambientales y se esperaba que se completará en la segunda mitad de 2015.

## Festejos alemanes tras la gloria
Luego de que la Selección de fútbol de Alemania consiguiera su cuarta Copa del Mundo tras vencer a Argentina con un gol de Mario Götze, hubo controversia por la celebración de la victoria, que incluyó una parodia del Gaucho argentino. Este evento se denominó más tarde como «Gauchogate».
Cuando la selección germana llegó a la fanzone en la Puerta de Brandeburgo en Berlín el 15 de julio de 2014, seis jugadores (Roman Weidenfeller, Shkodran Mustafi, André Schürrle, Miroslav Klose, Mario Götze y Toni Kroos) cantaron una canción de victoria con el coro de una canción infantil llamada Yo conozco a un vaquero, el vaquero se llama Bill. Lo modificaron y cantaron: Así van los gauchos, así van los gauchos en posición encorvada. Al cambiar al segundo verso, adoptaron una postura más erguida y cantaron, y así van los alemanes, así van los alemanes. Apenas unas horas después, el nombre Gauchogate se volvió viral en Twitter por la respuesta a esta acción.
Muchos periódicos alemanes criticaron la celebración en la prensa por la falta de humildad de los jugadores. Die Zeit publicó un artículo con el título Aspecto vergonzoso en la fiesta de la victoria. Por su parte, Die Tageszeitung lo calificó de «irrespetuosa» y Faz.net dijo que la celebración fue «una gigantesco gol en propia puerta». Las críticas iban desde el apaciguamiento, que era solo una canción inofensiva cantada en la embriaguez de la alegría, hasta la clasificación como una burla del oponente de la final de la Copa del Mundo al llamar a su gente enana y a los alemanes «superiores». 
El diario deportivo argentino Olé calificó la escena como una «verdadera polémica», a través de Radio Continental, llamó a los seis jugadores que bailaban «repugnantes nazis».